# Штоккхайм (Верхняя Франкония)
Штоккхайм (нем. Stockheim) — община в Германии, в земле Бавария.
Подчиняется административному округу Верхняя Франкония. Входит в состав района Кронах. Население составляет 5111 человек (на 31 декабря 2010 года). Занимает площадь 25,37 км².
Община подразделяется на 7 сельских округов.

## Население
По оценке на 31 декабря 2015 года население общины Штоккхайм составляет 5035 чел. 

| Дата      | 1840 | 1871 | 1900 | 1925 | 1939 | 1950 | 1961 | 1970 | 1987 | 2011 |
| --------- | ---- | ---- | ---- | ---- | ---- | ---- | ---- | ---- | ---- | ---- |
| Население | 1849 | 2635 | 3076 | 3617 | 3925 | 5451 | 5178 | 5523 | 5280 | 5166 |

| Год       | 1960 | 1970 | 1980 | 1990 | 2000 | 2009 | 2010 | 2011 | 2012 | 2013 | 2014 | 2015 |
| --------- | ---- | ---- | ---- | ---- | ---- | ---- | ---- | ---- | ---- | ---- | ---- | ---- |
| Население | 5157 | 5568 | 5307 | 5341 | 5268 | 5172 | 5111 | 5146 | 5117 | 5072 | 5046 | 5035 |